# Cyklizacja

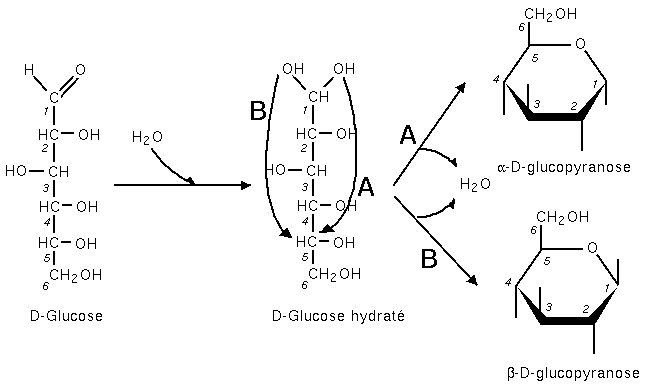
Cyklizacja formy liniowej D-glukozy do glukopiranozy daje anomery α i β (w formie cyklicznej grupy OH w pozycjach 1–4 zostały pominięte)

Cyklizacja – reakcja chemiczna, w wyniku której związek acykliczny (łańcuchowy) przekształca się w związek cykliczny. Procesowi towarzyszy wytworzenie nowego wiązania chemicznego. Reakcje tego typu zachodzą najłatwiej, jeśli produktami są pierścienie 5-, 6- i 7-członowe. Cyklizacja zwykle dotyczy związków organicznych, a jej produktami mogą być m.in. związki aromatyczne, związki heterocykliczne, cykliczne imidy, laktony, laktamy i wiele innych. 
Przykładem reakcji cyklizacji jest powstawanie γ-butyrolaktonu z kwasu γ-hydroksymasłowego:
Przykładem cyklizacji związku nieorganicznego jest kondensacja trifosforanu do metafosforanu:
| + Ac2O |  | + 2AcO− |